# Amphisphaeria pusiola
Amphisphaeria pusiola är en svampart som tillhör divisionen sporsäcksvampar, och som beskrevs av Petter Adolf Karsten. Amphisphaeria pusiola ingår i släktet Amphisphaeria, och familjen Amphisphaeriaceae. Arten är reproducerande i Sverige.